# شاه‌آباد، هند
شاه‌آباد (به انگلیسی: Shahabad) یک منطقهٔ مسکونی در هند است که در بخش گلبرگا واقع شده‌است. شاه‌آباد ۷٫۸ کیلومتر مربع مساحت و ۹۶٬۵۸۲ نفر جمعیت دارد.